# 馬爾科·奧雷利奧·莫達
馬爾科·奧雷利奧·莫達（Marco Aurélio Motta，1960年—）是一名巴西籍排球教練，他自1984年起開姑執教生涯，2011年至2013年执教土耳其女子排球队，期间帮助队伍获得2012年伦敦奥运参赛资格。